# 长江冠孢虫
长江冠孢虫（学名：Mitraspora changkiangensis）为球孢科冠孢虫属的动物。在中国，分布于四川等，营寄生生活，寄生在中华纹胸鮡的肾和膀胱。